# Ramaria cacao
Ramaria cacao är en svampart som först beskrevs av Coker, och fick sitt nu gällande namn av Corner 1950. Ramaria cacao ingår i släktet Ramaria och familjen Gomphaceae.   Inga underarter finns listade i Catalogue of Life.